# Сада, Виктор
Виктор Сада Ремиса (исп. Víctor Sada Remisa, род. 8 марта 1984 года) — испанский профессиональный баскетболист, игравший на позиции разыгрывающего защитника. Выступал за баскетбольный клуб чемпионата Испании, а также за национальную сборную Испании, в составе которой стал серебряным Олимпийским чемпионом и чемпионом Европы.

## Биография
Сада пришёл в «Барселону» во время сезона 2003/04. В 2006 году он перешёл в «Жирону», а в 2008 году вернулся обратно в «Барселону». В сезоне 2009/10 вместе с командой стал чемпионом Евролиги.
В 2011 году он в составе сборной Испании по баскетболу завоевал золотую медаль на чемпионате Европы. В 2012 году принял участие в летних Олимпийских играх в Лондоне.